# Full Logic
Niektóre z zamieszczonych tu informacji wymagają weryfikacji.
 Po wyeliminowaniu niedoskonałości należy usunąć szablon [[Szablon:Dopracować|]] z tego artykułu.

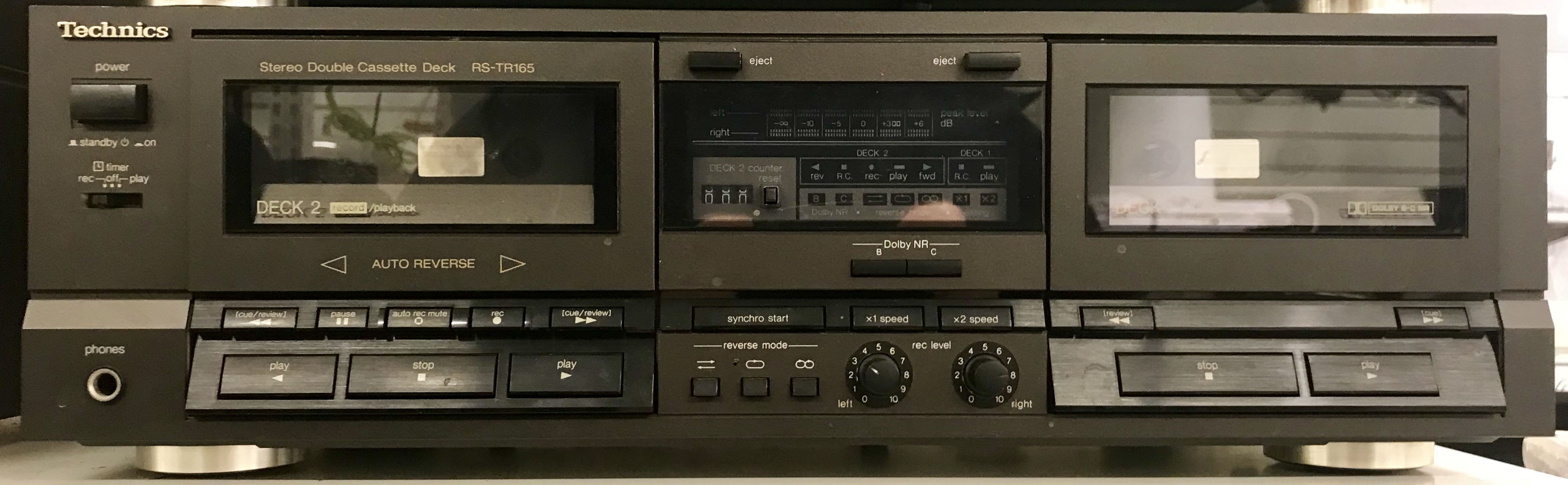
Deck wyposażony w miękką mechanikę

Miękka mechanika (ang. full logic, feather touch operation) – elektromechaniczny sposób sterowania podstawowymi funkcjami magnetofonu kasetowego, takimi jak odtwarzanie, przewijanie lub zatrzymanie taśmy. W urządzeniach nie wyposażonych w system full logic siła potrzebna do przemieszczenia wewnętrznych elementów mechanicznych podczas zmiany funkcji magnetofonu przenoszona jest z tzw. twardych przycisków sterujących. W odtwarzaczach posiadających miękką mechanikę występują tzw. miękkie przyciski sensorowe, z których wysyłany jest jedynie sygnał elektryczny do mikroprocesora. Ten z kolei kieruje pracą tzw. sprzęgła elektromagnetycznego i silnikiem elektrycznym, dzięki którym poruszane są wszystkie mechanizmy urządzenia.
System full logic, poza zapewnieniem większej wygody obsługi magnetofonu kasetowego, pozwala na działanie szeregu dodatkowych funkcji, takich jak: przewijanie taśmy o wybraną liczbę utworów, powtarzanie wybranej piosenki, a także obsługa za pośrednictwem pilota zdalnego sterowania.
W miękką mechanikę wyposażone były z reguły magnetofony kasetowe klasy Hi Fi, a także droższe modele radiomagnetofonów przenośnych i walkmanów.